# Ricardo del Arco y Garay
Ricardo del Arco y Garay (Granada, 1888 – Osca, 7 de juliol de 1955) va ser un historiador, polígraf, fotògraf aficionat i investigador espanyol.

## Biografia
Va passar la seva infància i adolescència a Tarragona, dins d'un ambient cultural que va influir en la formació del seu caràcter. Llicenciat en Història per la Universitat de València el 1907. Membre del Cos Facultatiu d'Arxivers, Bibliotecaris i Arqueòlegs, va prendre possessió el 1908 de l'Arxiu d'Hisenda d'Osca, fixant la seva residència definitiva en aquesta ciutat, casant-se tres anys després amb Luisa Fortuño, de família de casta aragonesa.
Cronista de la ciutat i ajudant numerari de l'Institut Tècnic, va ocupar també la direcció de la Biblioteca Pública i la del Museu Provincial. Posteriorment, va ser Delegat Provincial de Belles arts i d'Excavacions, corresponent de la Reial Acadèmia de la Història i de la Reial Acadèmia de Belles arts de Sant Fernando i fundador i vicepresident de l'Institut d'Estudis Oscenses.
Interessat per l'economia altoaragonesa, va pertànyer també a la Confederació Hidrogràfica de l'Ebre.
Va morir el 7 de juliol de 1955 a Osca, víctima d'un accident de circulació, atropellat per un vehicle militar, deixant una obra escrita composta de gairebé dos-cents títols, entre llibres i articles científics, de caràcter històric i artístic, amb temàtica aragonesa.

## Importància de la seva obra
Com a historiador del passat d'Aragó, mereixen recordar-se els treballs en pro de l'inventariat dels arxius de l'Alt Aragó; algunes de les seves moltes monografies sobre el Monestir de Sant Joan de la Penya; la biografia de l'arquebisbe Antonio Agustí; monografies sobre Vincencio Juan de Lastanosa, sobre el règim municipal d'Osca i sobre altres temes oscenses com els gremis, la justícia criminal, la impremta, l'escut, les festes d'un altre temps, la història de la seva llista de carrers, etc.
Menys coneguda és la seva faceta com a fotògraf aficionat que va desenvolupar com a complement als seus treballs de recerca sobre la història de l'art i l'arqueologia de l'Alt Aragó. Es conserven més de 1000 negatius compresos entre 1914 i 1930, que constitueixen avui dia un document de gran valor per al coneixement del patrimoni cultural aragonès de principi del segle xx. En 2005 la seva filla Mª Dolors de l'Arc Fortuño va permetre la digitalització de part de les 1028 plaques de vidre que conservava i que avui es troben en la Fototeca de la Diputació Provincial d'Osca.
L'accés a les fotografies és lliure a través del cercador DARA, Documents i Arxius d'Aragó, encara que l'autorització per publicar s'ha de gestionar a través de la Fototeca.

## Obra selecta
- Aragón (Geografía, Historia, Arte) (Huesca, 1931)
- El arte románico en la región pirenaica (Zaragoza, 1932)
- La erudición aragonesa en el siglo XVII (Madrid, 1934)
- Fernando el Católico (Zaragoza, 1939)
- Repertorio de manuscritos referentes a la historia de Aragón (Madrid, 1942)
- Catálogo monumental de Huesca (Valencia, 1942)
- Notas de folklore altoaragonés (Madrid, 1943)
- La sociedad Española en las obras de Lope de Vega (Madrid, 1944)
- Sepulcros de la Casa Real de Aragón (Madrid, 1945)
- La erudición española en el siglo XVII (dos volúmenes; Madrid, 1950)
- Sepulcros de la Casa Real de Castilla (Madrid, 1954)
- España cristiana hasta 1035. Aragón y Cataluña (tomo VI de la Historia de España dirigida por Menéndez Pidal; Madrid, 1956)

### Publicacions disponibles digitalment
- El castillo real de Loarre (Madrid, 1917)
- El real monasterio de San Juan de la Peña (Zaragoza, 1919)
- La inédita Iglesia de Santiago en Agüero (Madrid, 1919)
- La Ciudad de Jaca (Madrid, 1921)
- Algunes indicacions sobre antics castells, recintes fortificats i cases pairals de l'Alt Aragon (Osca, 1922)